# برونغ
برونغ (بالإنجليزية: Barong)‏، هو مخلوق وشخصية تشبه النمر في الأساطير البالية في بالي، إندونيسيا. إنه ملك الأرواح، وزعيم مضيفي الخير، وعدو رانغدا، ملكة الشياطين وأم جميع حراس الأرواح في التقاليد الأسطورية لبالي. تظهر المعركة بين برونغ ورنغدا في رقصة قناع برونغ لتمثيل المعركة الأبدية بين الخير والشر. يصور برونغ على أنه أسد برأس أحمر، مغطى بفرو أبيض سميك، ويرتدي مجوهرات مذهبة مزينة بقطع من المرايا.